# Laguna di Marceddì
La  laguna di Marceddì è una zona umida situata nell'omonima località, nei comuni di Arbus, Arborea, Guspini e Terralba, sulla costa occidentale della Sardegna.

Già dagli anni '70 inserita nella lista delle zone umide di importanza internazionale predisposta sulla base della convenzione di Ramsar, con la direttiva comunitaria n. 79/409/CEE  "Uccelli" viene classificata zona di protezione speciale (codice ZPS ITB034004).
  
La laguna appartiene al demanio della Regione Sardegna che concede lo sfruttamento professionale delle sue risorse ittiche; viene esercitata l'attività di pesca a diverse specie tra cui orate, mugilidi, spigole, anguille, granchi, sogliole, vongole e arselle.